# Molophilus ferox
Molophilus ferox är en tvåvingeart som beskrevs av Alexander 1931. Molophilus ferox ingår i släktet Molophilus och familjen småharkrankar. Inga underarter finns listade i Catalogue of Life.